# Secondo trattato del grande Set
Il Secondo trattato del grande Set è uno scritto apocrifo di matrice gnostica ritrovato nel settimo dei codici di Nag Hammadi. È noto in particolare per contenere la teoria secondo la quale non fu crocifisso Gesù ma Simone di Cirene, ripresa poi dall'Islam.
Si presume in questo Secondo Trattato del Grande Set che Gesù Cristo si identifichi come Set. Questo libro racconta la vera storia del "Cristo" narrata in prima persona,  il suo incarico celeste, la sua discesa nella materia e il suo ritorno al Pleroma.
Alcuni credono che Set possa riferirsi al terzo figlio di Adamo ed Eva, al quale la gnosi fu rivelata per la prima volta, secondo alcuni gnostici.
L'autore sembra appartenere a un gruppo di gnostici che sostengono che Gesù Cristo non fu crocifisso sulla croce. Il testo dice invece che al suo posto fu crocifisso Simone di Cirene. Cristo è descritto come in piedi 'ridendo della loro ignoranza'.
Si dice che coloro che credono che Gesù sia morto sulla croce credano nella "dottrina di un morto". Tutti senza gnosi , compresi coloro che sostenevano quelle che sarebbero diventate credenze ortodosse, così come i personaggi di Adamo, Abramo, Isacco, Giacobbe, Davide, Salomone, i profeti o Mosè, sono indicati come "zimbelli". Il testo mostra la presa in giro che gli gnostici provavano nei confronti di coloro che non realizzavano la loro pretesa verità, che il testo biblico era falso (almeno per alcuni aspetti importanti) e che il Dio degli ebrei non era il vero Dio.